# FADD
A FADD (Fas associated death domain, azaz a Fas fehérjéhez kötődő haláldomén), más néven MORT1 az apoptózis egyik kulcsfehérjéje, melyet a FADD gén kódol.
Miután a halálreceptorok megkötötték ligandjaikat és oligomerizálódtak, az intracitoplazmatikus részükön található DD (death domain=halál domén) részükhöz más DD-t tartalmazó fehérjék kapcsolódnak homotípiás asszociációval. Ezek lehetnek adaptor fehérjék, mint a FADD és a TRADD, melyek megkötik az iniciátorkaszpázokat, a kaszpáz-8-at és a kaszpáz-10-et (Debatin 2004). Ezenkívül gátló fehérjék, mint a c-FLIP és az NFκB aktiváló RIP, a JUNK (c-jun kinázok) aktiváló TRAF fehérjék kapcsolódhatnak és így jön létre a receptor szignál komplex, amit gyakran DISC-nek rövidítenek.
A szignálútvonal leggyakoribb adaptor fehérjéje a FADD (FAS associated death domain), mely a TNFR1, FAS, DR4, DR5 receptorok szignál komplexében egyaránt megtalálható. A FADD nagy affinitással kapcsolódik a FAS-hoz és a TRADD-hoz (TNF receptor associated death domain). A FADD a DED doménjén keresztül kapcsolódik az iniciátorkaszpázok DED doménjéhez, leggyakrabban a kaszpáz-8-hoz (Medena 1997). A kaszpázok a DISC-ben olyan konformációváltozáson mennek keresztül, melynek eredménye az autoaktiváció. Az iniciátorkaszpázok aktiválódása indítja be az apoptózis mechanizmusát, melynek eredményeként az aktiválódó végrehajtó kaszpázok az apoptózis biokémiai és morfológiai jellegzetességeit hozzák létre. A halálreceptorok szignálkomplexe egyéb más molekulákat is tartalmaz, melyek serkentik, vagy gátolják a halálreceptorok apoptózist indukáló hatását, illetve más alternatív jelutakat indítanak el.

## Szerkezet
23 kDa-os fehérje 208 aminosavval. 2 fő doménje a C-terminális haláldomén és az N-terminális haláleffektor-domén. Ezek, bár szekvenciájuk kevéssé hasonló, szerkezetük hasonló, mindegyik 6 α-hélixből áll.